# Gründau

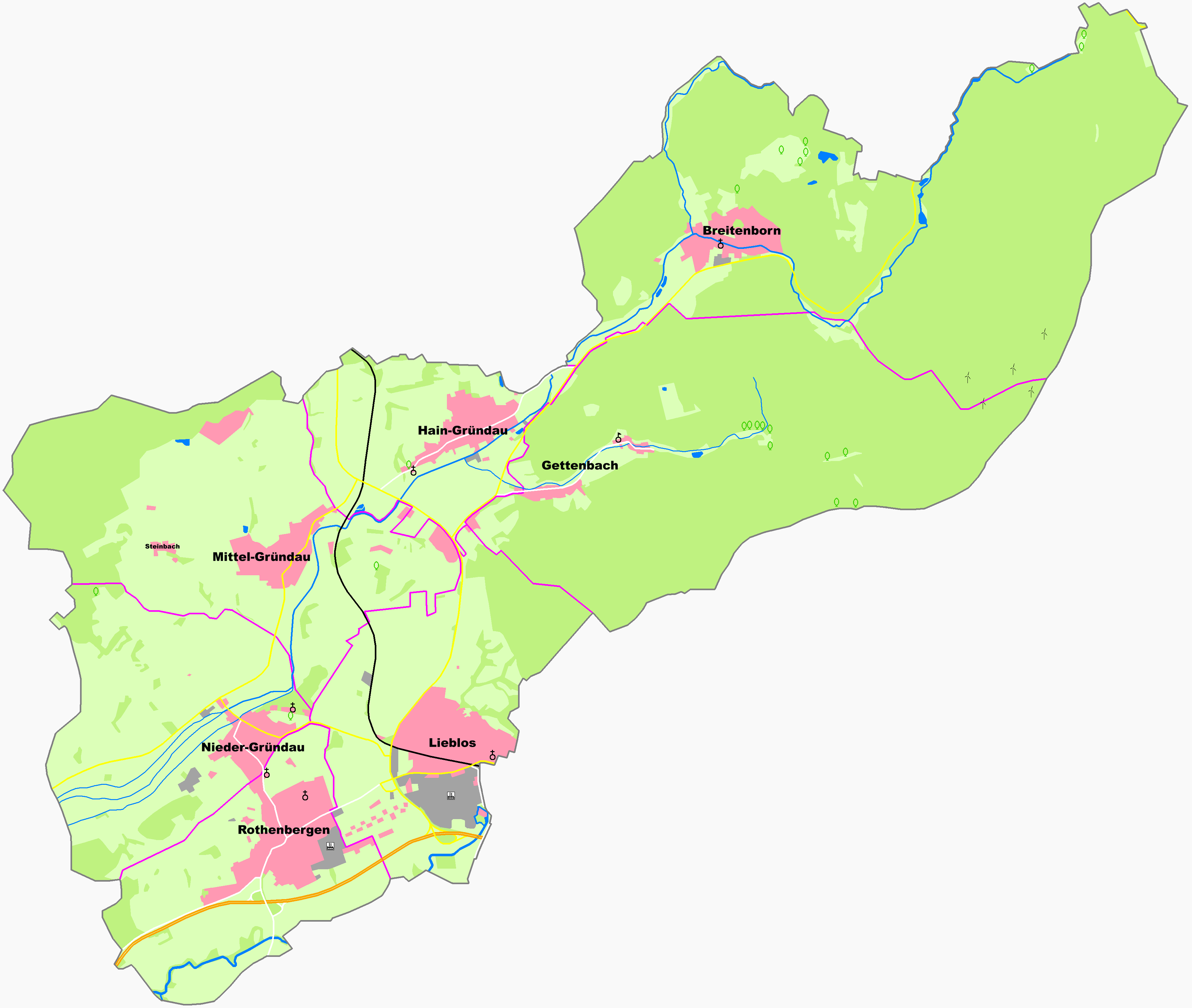
Gemeindegebiet mit Ortsteilen

Gründau ist eine Gemeinde im Main-Kinzig-Kreis in Hessen, die ihren Namen durch den Fluss Gründau erhalten hat.

## Geografie

### Geografische Lage
Gründau liegt westlich und nördlich von Gelnhausen und südlich von Büdingen an den Flüssen Gründau und Kinzig.

### Landschaft, Naturräume, Ökologie
Nach der naturräumlichen Gliederung Hessens (Liste der naturräumlichen Einheiten in Hessen) liegt das Gemeindegebiet mit seinem größeren nordöstlichen Teil im Büdinger Wald (Haupteinheit 143), sein südwestlicher Teil gehört zum Büdingen-Meerholzer Hügelland (Haupteinheit 233), beide gehören zur Großlandschaft Südwestdeutsches Mittelgebirgs-/Stufenland.
Der Büdinger Wald ist ein nach Norden über die Kinzig vorspringender Spessart-Ausläufer, der zum Hessisch-Fränkischen Bergland (Haupteinheitengruppe 14) gezählt wird. Dieser schiebt sich von Süden vor die gegen das Rhein-Main-Tiefland (Haupteinheitengruppe 23) gerichtete Südabdachung des Vogelsberges. Als nordwest-südost-verlaufende Buntsandsteinscholle von 350 bis 410 m Höhe bildet er im Wesentlichen eine Sandsteinhochfläche, auf deren lehmigen Sandböden sich ein fast geschlossenes Waldgebiet befindet, zum größeren Teil Laubwälder, darunter auch schutzwürdige Edellaubbaumwälder. Die Bachtäler sind meist als Grünland genutzt. Die Landschaft hat hohe Bedeutung als Erholungsgebiet. Bedeutung für den Biotopverbund hat insbesondere das große unzerschnittene Gebiet nördlich Gelnhausen. An der Grenze zum Vogelsberg (Kennziffer 350.5) befinden sich dagegen Basaltdecken und einer der größten Basaltbrüche Hessens.
Der weitere Teil des Gemeindegebietes gehört zum Büdingen-Meerholzer Hügelland (früher Ronneburger Hügelland -Kennziffer 233.0- im Nordostteil des Rhein-Main-Tieflandes zwischen Nidder und Kinzig), einer gehölz- bzw. waldreichen Kulturlandschaft. Die aus Lössauflagen und aus Letten des Rotliegenden entstandenen Böden sind die Grundlage einer ertragreichen Landwirtschaft. Nur die nördlich des Kinzigtals gelegene Hochfläche gehört zum Gemeindegebiet, sie setzt sich aus einer Anzahl Nordost-Südwest-verlaufender Bergrücken zwischen breiten Talmulden und einem flachwelligen Gebiet nach Westen hin zusammen. Eine ökologische Sonderstellung nimmt das südlich der Hochfläche liegende Kinzigtal ein, in welchem Hochwässer häufig sind. Die Kinzig durchfließt die Landschaft in einem weiten flachen Muldental in 130 bis 110 m ü. NN. Die Wälder der Landschaft bestehen zum großen Teil aus Buchenwaldgesellschaften. Die Niederungen insbesondere der Kinzig werden als Grünland genutzt, der größte Teil der Landschaft als Ackerland. Wertvolle Biotope der Landschaft sind Gehölze des Offenlandes, Streuobst und naturnahe Fließgewässer mit angrenzenden Feuchtbiotopen.

### Ortsteile
Die Ortsteile Breitenborn und Gettenbach liegen inmitten des Gebietes des Büdinger Waldes. An dessen Rand liegen die Ortsteile Hain-Gründau (zur Gründauaue hin) und Lieblos (zur Kinzigaue hin); im Ronneburger Hügelland liegen Mittel-Gründau und Niedergründau, im Kinzigtal Rothenbergen und größtenteils Lieblos.

### Nachbargemeinden
| Gemeinde Ronneburg (Hessen) Ortsteil Altwiedermus (Main-Kinzig-Kreis) | Stadt Büdingen Stadtteil Vonhausen und Kernstadt (Wetteraukreis)                        | Stadt Wächtersbach Stadtteil Waldensberg Stadtteil Wittgenborn (Main-Kinzig-Kreis) |
| Stadt Langenselbold (Main-Kinzig-Kreis)                               | Kompassrose, die auf Nachbargemeinden zeigt                                             | Stadt Wächtersbach Kernstadt (Main-Kinzig-Kreis)                                   |
| Gemeinde Hasselroth Ortsteil Niedermittlau (Main-Kinzig-Kreis)        | Stadt Gelnhausen Stadtteil Roth Stadtteil Hailer Stadtteil Meerholz (Main-Kinzig-Kreis) | Stadt Gelnhausen Stadtteil Haitz (Main-Kinzig-Kreis)                               |

## Geschichte

### Vorgeschichte und erste urkundliche Erwähnungen
Die meisten Ortsteile wurden schon im 12. Jahrhundert urkundlich erwähnt; Siedlungsspuren aus der Zeit davor – meist aus dem Neolithikum, später aus der Römerzeit (die westlichen Ortsteile lagen im römisch kontrollierten Limes-Vorfeld) und der fränkischen Besiedlung ab 500 – findet man in allen Gemarkungen (außer in Breitenborn).

### Gebietsreform und Gründung der neuen Gemeinde
Die Gemeinde Gründau wurde im Zuge der Gebietsreform in Hessen am 31. Dezember 1971 aus den bisherigen Gemeinden Breitenborn (Amt Wächtersbach), Gettenbach, Lieblos und Niedergründau (durch Vereinbarung/Vertrag) gebildet (Am 26. Mai 1971 unterzeichneten die Bürgermeister und Ersten Beigeordneten der Gemeinden Breitenborn A. W., Gettenbach, Hain-Gründau, Lieblos und Niedergründau den Zusammenschlussvertrag in Breitenborn A. W. nach der Genehmigung durch die Landesregierung am 21. Dezember 1971 wurde der Vertrag – ohne Hain-Gründau – zum 31. Dezember 1971 realisiert). Hain-Gründau kam erst am 1. August 1972 Kraft Landesgesetz dazu, wie Mittel-Gründau und Rothenbergen (das sich bis zum Schluss gegen den Zusammenschluss mit Gründau wehrte und am 21. Dezember 1971 einen Zusammenschlussvertrag mit der Stadt Gelnhausen abgeschlossen hatte). Für alle ehemals eigenständigen Gemeinden wurde je ein Ortsbezirk gebildet.
Die früheren Gründauer Dörfer und der Gelnhäuser Stadtteil Roth (nicht aber Breitenborn und Hain-Gründau) gehörten kirchlich schon seit dem Mittelalter zur Bergkirche in Niedergründau und zum Gericht Gründau, so dass sich die Gebietsreform weitgehend an historisch gewachsenen Strukturen orientierte.

## Bevölkerung

### Einwohnerstruktur 2011
Nach den Erhebungen des Zensus 2011 lebten am Stichtag dem 9. Mai 2011 in Gründau 14.335 Einwohner.
Nach dem Lebensalter waren 2473 Einwohner unter 18 Jahren, 6210 zwischen 18 und 49, 3105 zwischen 50 und 64 und 2567 Einwohner waren älter.
Unter den Einwohnern waren 752 (5,2 %) Ausländer, von denen 296 aus dem EU-Ausland, 294 aus anderen europäischen Ländern und 162 aus anderen Staaten kamen. Von den deutschen Einwohnern hatten 17,1 % einen Migrationshintergrund.
Bis zum Jahr 2020 erhöhte sich die Ausländerquote auf 9,1 %.
Die Einwohner lebten in 6132 Haushalten. Davon waren 1750 Singlehaushalte, 1852 Paare ohne Kinder und 1924 Paare mit Kindern, sowie 490 Alleinerziehende und 111 Wohngemeinschaften. In 1120 Haushalten lebten ausschließlich Senioren und in 4297 Haushaltungen lebten keine Senioren.

### Einwohnerentwicklung
| Gründau: Einwohnerzahlen von 1972 bis 2020                           | Gründau: Einwohnerzahlen von 1972 bis 2020 | Gründau: Einwohnerzahlen von 1972 bis 2020 | Gründau: Einwohnerzahlen von 1972 bis 2020 | Gründau: Einwohnerzahlen von 1972 bis 2020 |
| -------------------------------------------------------------------- | ------------------------------------------ | ------------------------------------------ | ------------------------------------------ | ------------------------------------------ |
| Jahr                                                                 |                                            |                                            |                                            | Einwohner                                  |
| 1972                                                                 | 1972                                       |                                            | 9.349                                      | 9.349                                      |
| 1976                                                                 | 1976                                       |                                            | 10.068                                     | 10.068                                     |
| 1984                                                                 | 1984                                       |                                            | 11.007                                     | 11.007                                     |
| 1992                                                                 | 1992                                       |                                            | 12.382                                     | 12.382                                     |
| 2000                                                                 | 2000                                       |                                            | 14.500                                     | 14.500                                     |
| 2011                                                                 | 2011                                       |                                            | 14.335                                     | 14.335                                     |
| 2015                                                                 | 2015                                       |                                            | 14.633                                     | 14.633                                     |
| 2020                                                                 | 2020                                       |                                            | 14.801                                     | 14.801                                     |
| Anmerkung(en): 1972; 1976; 1984; 1992; 2000; 2015; 2020; Zensus 2011 |                                            |                                            |                                            |                                            |

### Historische Religionszugehörigkeit
| • 1987: | 2819 evangelische (= 70,4 %), 666 katholische (= 19,6 %), 521 sonstige (= 13,0 %) Einwohner                                                                                       |
| • 2011: | 7820 evangelische (= 54,7 %), 2400 katholische (= 16,8 %), 180 freikirchliche (= 1,2 %), 120 orthodoxe (= 0,8 %), 290 andersgläubig (= 2,0 %), 3500 sonstige (= 24,5 %) Einwohner |
| • 2022: | 51 % evangelisch, 19 % katholisch, 30 % sonstige |

## Politik

### Gemeindevertretung
Die Kommunalwahl am 14. März 2021 lieferte folgendes Ergebnis, in Vergleich gesetzt zu früheren Kommunalwahlen:
| Sitzverteilung in der Gemeindevertretung 2021Insgesamt 37 Sitze - SPD: 14 - FWG: 8 - KBG: 3 - CDU: 12 | Parteien und Wählergemeinschaften | Parteien und Wählergemeinschaften           | % 2021 | Sitze 2021 | % 2016 | Sitze 2016 | % 2011 | Sitze 2011 | % 2006 | Sitze 2006 | % 2001 | Sitze 2001 |
| Sitzverteilung in der Gemeindevertretung 2021Insgesamt 37 Sitze - SPD: 14 - FWG: 8 - KBG: 3 - CDU: 12 | SPD                               | Sozialdemokratische Partei Deutschlands     | 37,4   | 14         | 35,2   | 13         | 56,6   | 21         | 33,4   | 12         | 30,2   | 11         |
| Sitzverteilung in der Gemeindevertretung 2021Insgesamt 37 Sitze - SPD: 14 - FWG: 8 - KBG: 3 - CDU: 12 | CDU                               | Christlich Demokratische Union Deutschlands | 33,2   | 12         | 34,0   | 13         | 28,9   | 11         | 51,5   | 19         | 48,8   | 18         |
| Sitzverteilung in der Gemeindevertretung 2021Insgesamt 37 Sitze - SPD: 14 - FWG: 8 - KBG: 3 - CDU: 12 | FWG                               | Freie Wählergemeinschaft                    | 21,0   | 8          | 30,8   | 11         | 14,2   | 5          | 14,7   | 6          | 15,3   | 6          |
| Sitzverteilung in der Gemeindevertretung 2021Insgesamt 37 Sitze - SPD: 14 - FWG: 8 - KBG: 3 - CDU: 12 | FDP                               | Freie Demokratische Partei                  | –      | –          | —      | —          | 0,3    | 0          | 0,3    | 0          | —      | —          |
| Sitzverteilung in der Gemeindevertretung 2021Insgesamt 37 Sitze - SPD: 14 - FWG: 8 - KBG: 3 - CDU: 12 | GRÜNE                             | Bündnis 90/Die Grünen                       | –      | –          | —      | —          | —      | —          | —      | —          | 5,7    | 2          |
| Sitzverteilung in der Gemeindevertretung 2021Insgesamt 37 Sitze - SPD: 14 - FWG: 8 - KBG: 3 - CDU: 12 | KBG                               | Konservative Bürger Gründau                 | 8,5    | 3          | —      | —          | —      | —          | —      | —          | –      | –          |
| Sitzverteilung in der Gemeindevertretung 2021Insgesamt 37 Sitze - SPD: 14 - FWG: 8 - KBG: 3 - CDU: 12 | gesamt                            | gesamt                                      | 100,0  | 37         | 100,0  | 37         | 100,0  | 37         | 100,0  | 37         | 100,0  | 37         |
| Sitzverteilung in der Gemeindevertretung 2021Insgesamt 37 Sitze - SPD: 14 - FWG: 8 - KBG: 3 - CDU: 12 | Wahlbeteiligung in %              | Wahlbeteiligung in %                        | 51,0   | 51,0       | 53,4   | 53,4       | 50,5   | 50,5       | 47,7   | 47,7       | 56,1   | 56,1       |

Nach dem staatsbeauftragten Vorsitzenden Karl Rödig in der Gründungsphase der Gemeinde hatte die Gemeindevertretung folgende gewählte Vorsitzende (Parlamentsvorsteher):
- von 1972 bis 1989 Karl Seibert † (CDU),
- von 1989 bis 2004 Karl Fischer (FWG),
- von 2004 bis 2011 Stefan Ament (CDU),
- von 2011 bis 2016 Norbert Breunig (SPD),
- von 2016 bis 2021 Stefan Ament (CDU),
- seit 2021 (bis voraussichtl. 2026) Axel Fetzberger (FWG).

### Bürgermeister

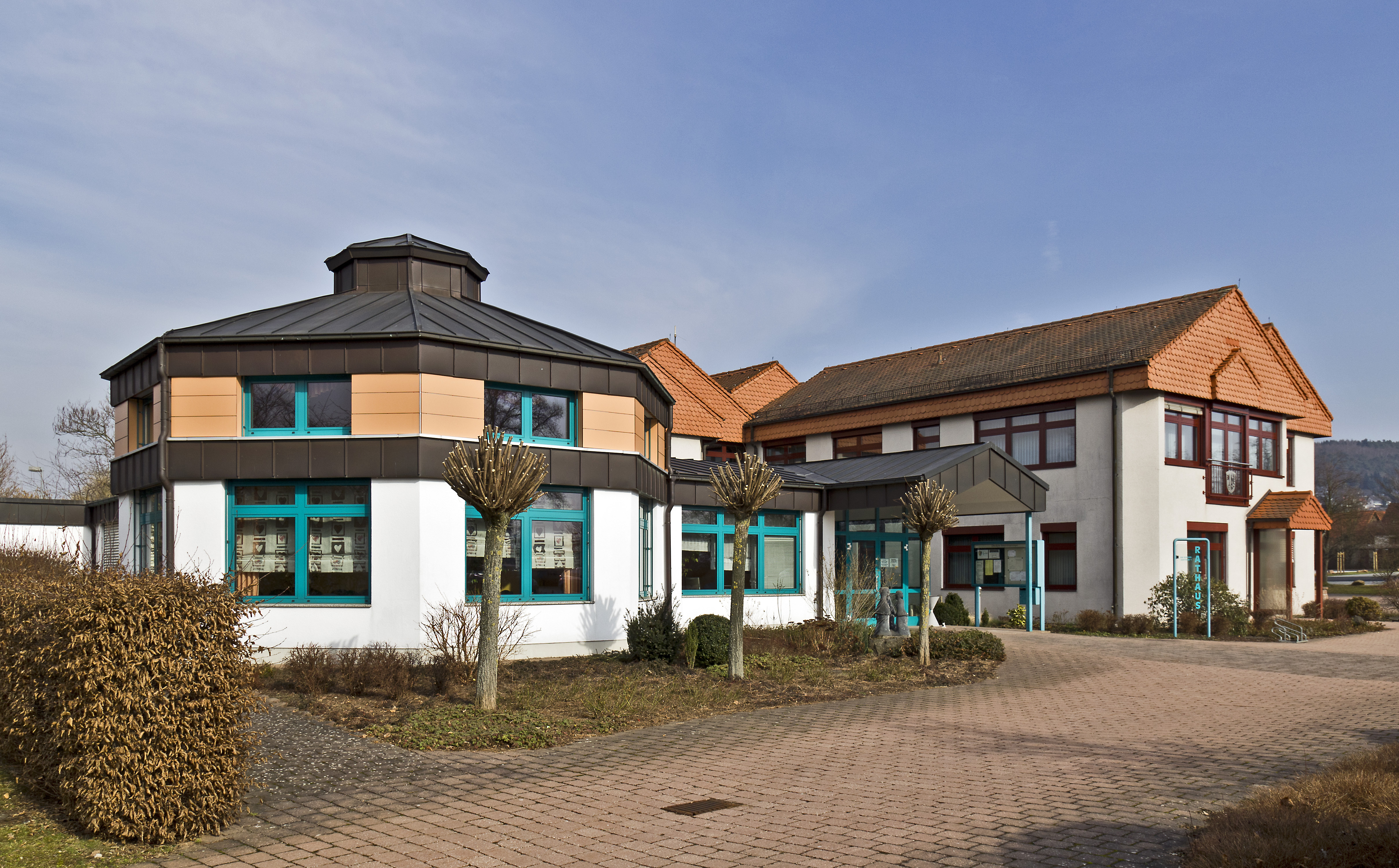
Rathaus Gründau

Nach der hessischen Kommunalverfassung wird der Bürgermeister für eine sechsjährige Amtszeit gewählt, seit dem Jahr 1993 in einer Direktwahl, und ist Vorsitzender des Gemeindevorstands, dem in der Gemeinde Gründau neben dem Bürgermeister ehrenamtlich ein Erster Beigeordneter und sieben weitere Beigeordnete angehören. Bürgermeister ist seit dem 1. Juli 2025 Markus Kern (CDU). Er wurde als Nachfolger von Gerald Helfrich, der nach zwei Amtszeiten nicht wieder kandidiert hatte, am 16. März 2025 im ersten Wahlgang bei 51,5 Prozent Wahlbeteiligung mit 64,5 Prozent der Stimmen gewählt.
Amtszeiten der Bürgermeister
- 2025–2031 Markus Kern (CDU)[29]
- 2013–2025 Gerald Helfrich[30]
- 2007–2013 Heiko Merz (SPD)[33]
- 1984–2007 Georg Meyer (CDU)[34]
- 1973–1984 August Imhof (FWG) (1919–1986)

Erster Beigeordneter war von 2011 bis 2016 Hans Kroth (SPD) und von 2016 bis 2021 Axel Fetzberger (FWG); ab 2021 bis voraussichtlich 2026 ist es erneut Hans Kroth (SPD).

### Ortsbezirke, Ortsbeiräte, Ortsvorsteher
Die neue Gemeinde hat entsprechend den bisher selbständigen Gemeinden Ortsbezirke gebildet. Nach ihrer Fläche sind Gettenbach (1357 ha) und Breitenborn (1872 ha) die größten Ortsteile, nach der Einwohnerzahl die kleinsten Dörfer (461 Einwohner und 1089 Einwohner), Nach der Anzahl der Einwohner (§ 7 HGO) sind Rothenbergen (3979 Einwohner) und Lieblos (3761 Einwohner) die größten Ortsteile, nach der Fläche mit die kleinsten (560 ha und 734 ha). Mittel-Gründau (915 ha, 2165 Einwohner), Niedergründau (719 ha, 1806 Einwohner) und Hain-Gründau (608 ha, 1753 Einwohner) liegen sowohl nach der Einwohnerzahl wie nach der Fläche im Mittelfeld. Jeder der Ortsteile bildet gemeinderechtlich (Hessische Gemeindeordnung – HGO) einen Ortsbezirk und hat einen Ortsbeirat, mit einem Ortsvorsteher als Vorsitzendem. Außenstellen der Gemeindeverwaltung sind jedoch nicht eingerichtet. Die Wahl der Ortsbeiräte erfolgt im Rahmen der Kommunalwahlen. Der Ortsbeirat wählt eines seiner Mitglieder zum Ortsvorsteher bzw. zur Ortsvorsteherin. Zur Zusammensetzung der Ortsbeiräte siehe in den entsprechenden Ortsteilen.

### Städtepartnerschaften
- mit dem Stadtteil Neugersdorf der Stadt Ebersbach-Neugersdorf in der Lausitz (Sachsen)
- mit Laussonne, Département Haute-Loire, Region Auvergne-Rhône-Alpes, Frankreich

### Wappen
Als Hoheitszeichen führt die Gemeinde Gründau dieses Wappen, das sie von der ehemals selbstständigen Gemeinde Niedergründau übernommen hatte:
| Wappen der Gemeinde Gründau | Blasonierung: „Im gespaltenen Schild vorn in Rot ein silberner Schlüssel, hinten in Silber am Spalt ein halber rotbewehrter schwarzer Adler“ |
| Wappen der Gemeinde Gründau | Wappenbegründung: Das Wappen zeigt den Reichsadler des Heiligen Römischen Reiches in Verbindung mit dem Schlüssel des heiligen Petrus. Der Schlüssel weist auf die alte Bergkirche bei Niedergründau hin, die einen großen Pfarrsprengel (Bezirk) umfasst und dem heiligen Petrus geweiht war. Der Reichsadler erinnert daran, dass Niedergründau im Mittelalter Mittelpunkt eines Reichsgerichts war und der König hier einen Hof und weiteren Grundbesitz hatte. |

## Religionen

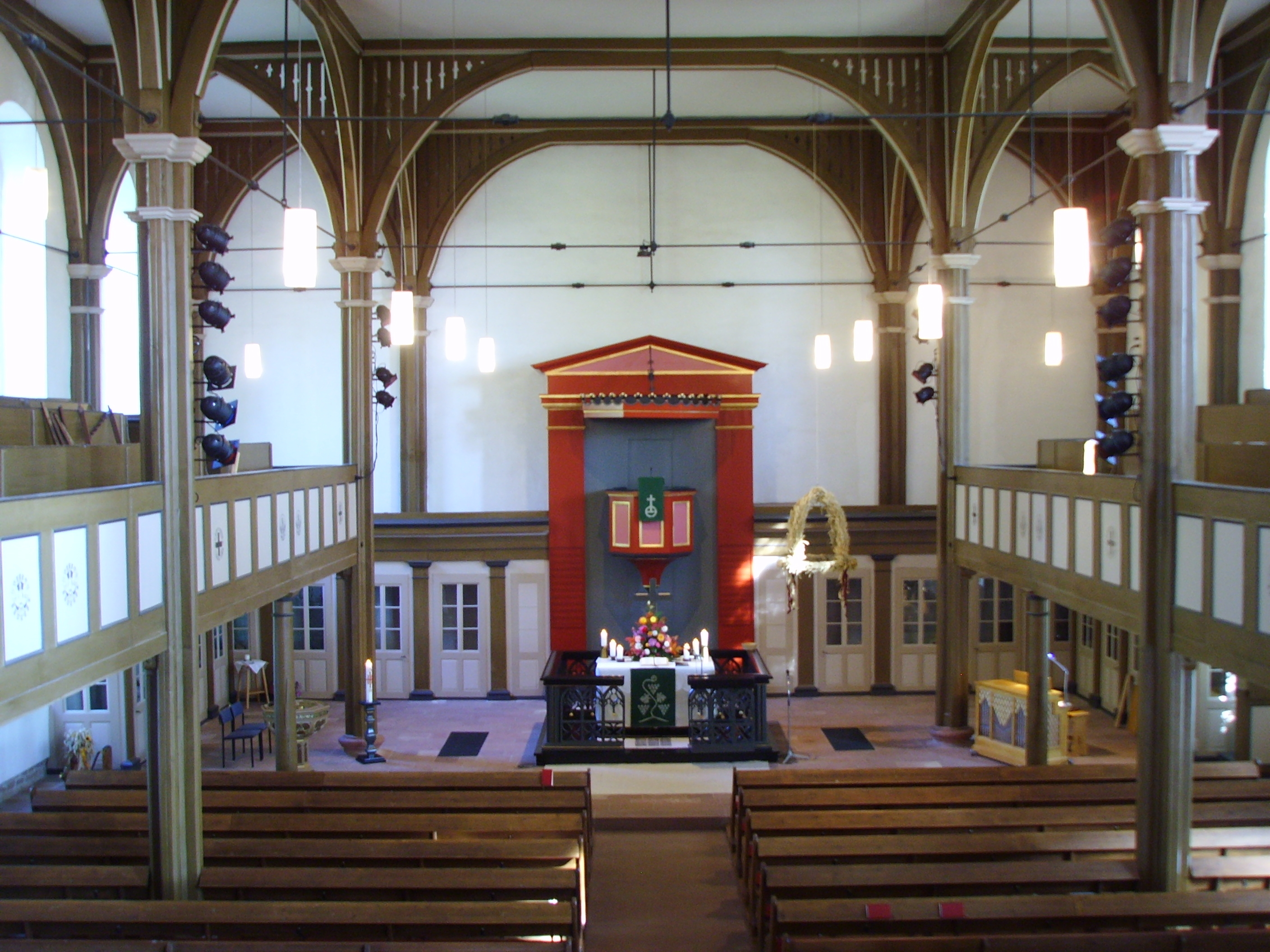
Das Innere der evangelische Bergkirche von Niedergründau: 1838 bis 1840 im klassizistischen Stil erbaut, 1950 renoviert

54,1 % evangelisch, 18,9 % katholisch, 27 % sonstige.

### Kirchen
Die Bergkirche auf dem Schieferberg (örtlich: Schiwwerberch) in Niedergründau ist die alte zentrale Kirche der meisten Gründauer Ortschaften. Sie wurde erstmals 1217 urkundlich erwähnt. Damals nahmen die Mönche des Klosters Selbold die Seelsorge in den Orten rings um den Schieferberg wahr. In der Reformation wurde die Bevölkerung evangelisch.
1556/57 wurde der Turm gebaut. Er ist mit Kirchturmhahn 35 m hoch. 1840 wurde die Kirche mit ihrem heutigen Kirchenschiff gebaut, nachdem das alte wegen Baufälligkeit abgerissen worden war. Stilistisch ist der Korpus der Kirche dem Klassizismus zuzuordnen. Besondere Sehenswürdigkeiten sind die Ratzmann-Orgel von 1839 und das Altarkreuz von Bernd Wilfer (Q-Fell) aus dem Jahr 2007.
Kirche, Altes Küsterhaus und Pfarrhaus bilden ein denkmalgeschütztes Ensemble. Sie liegt am Pilgerweg Frankfurt-Fulda, einer Altstraße, die eine wichtige Heerstraße wie auch die Verbindung zwischen den Messestädten Frankfurt und Leipzig und Teil der Via Regia von Mainz bis Krakau war. Erst 1810 wurde – auf Drängen des napoleonischen Frankreich (Marschall Kellermann als Verwalter der französisch besetzten Herrschaft Hanau) – eine Talstraße (Steinweg/Chaussee) rechts (nördlich) der Kinzig von Gelnhausen bis Hanau fertig gestellt.
Weitere alte evangelische Kirchen befinden sich in Hain-Gründau (Laurentiuskirche) und Breitenborn. Die Paul-Gerhardt-Kirche in Lieblos ist ein Nachkriegsbau von 1960.
Katholische Christen gibt es erst durch die Heimatvertriebenen wieder in größerer Zahl in Gründau. Sie bauten 1960 die Christkönigskirche in Rothenbergen, eine Kirche in Form einer Krone.
Evangelisch-Methodistische Christen feiern ihre Gottesdienste in der Friedenskirche in Rothenbergen.

### Ökumenischer Jakobsweg
Durch die Gründauer Gemarkungen führt der 125 km lange Ökumenische Jakobsweg von Fulda an den Main. Der Pilgerweg gehört zum Verbindungssystem der Via Regia, deren Wegenetz von der Ukraine bis nach Spanien führt.

## Kultur und Sehenswürdigkeiten

### Kulturdenkmäler
Siehe dazu Liste der Kulturdenkmäler in Gründau

### Regelmäßige Veranstaltungen
Einmal jährlich im Frühjahr findet der Motorrad-Gottesdienst in der Bergkirche Niedergründau statt. Von dort aus erfolgt auch die Ausfahrt, die am Festplatz in Gelnhausen als Treffpunkt endet. Das Treffen gilt als eines der größten Motorradtreffen in Deutschland.

## Wirtschaft und Infrastruktur
Wirtschaftlich hat in den letzten Jahrzehnten vor allen Dingen der Ortsteil Lieblos an Bedeutung gewonnen. Das dortige Gewerbegebiet (Kinzigtal-Zentrum) zieht überregional Investoren an.
Ansässige Unternehmen
- asecos GmbH – Sicherheit und Umweltschutz[43] (Lieblos)
- Höffner, bis 2007 Möbel Walther (Lieblos)
- IG Bauerhin Automotive GmbH[44] (Rothenbergen)
- MHI – Mitteldeutsche Hartstein-Industrie (Breitenborn)
- Putzmeister – Betonpumpen (Rothenbergen)
- Voss Automotive Valves and Actuators GmbH, zur Voss-Gruppe gehörend[45] (Lieblos)

### Bildung
In Gründau existieren vier Grundschulen: die Kinzigtalschule in Lieblos, die Schule am Hain in Hain-Gründau, die Schule am Hofgut in Mittel-Gründau sowie die Anton-Calaminus-Schule in Rothenbergen als kombinierte Grund-, Haupt- und Realschule. Ein Gymnasium ist in Gelnhausen vorhanden.

### Verkehr
Die Ortsteile Lieblos und Rothenbergen liegen an der Bundesautobahn 66 (A 66) und haben direkte Autobahn-Anschlussstellen. Weiterhin verläuft die Bundesstraße 457 durch Gründau mit den Anschlussstellen Niedergründau, Mittel-Gründau, Hain-Gründau, Gettenbach und Lieblos. Im öffentlichen Personennahverkehr ist Gründau an Werktagen mit den lokalen Linien MKK-66, MKK-67 und MKK-68 an die Bahnhöfe Niedermittlau, Langenselbold und Gelnhausen angebunden. Im Schülerverkehr werden vom Regionalverkehrsdienst Gründau die Linien MKK-66 und 68 mit Buszügen der Firma Solaris (mit dem Bus „Urbino 12“) sowie einem Personenanhänger der Firma Hess bedient, Sonntags findet keine Bedienung statt. Außerdem führt die Bahnstrecke Gießen–Gelnhausen (Lahn-Kinzig-Bahn) durch Gründau mit Stationen in den Ortsteilen Bahnhof Lieblos und Mittel-Gründau. Für den Ortsteil Rothenbergen hat der Bahnhof Niedermittlau an der Kinzigtalbahn von Fulda über Hanau nach Frankfurt am Main Bedeutung. Ebenso hat sowohl für Rothenbergen als auch für die Ortschaften Mittel-Gründau, Niedergründau und Lieblos die regionale Buslinie 374 eine Bedeutung, da sie täglich an Tagesrandzeiten die Lahn-Kinzig-Bahn sowie die lokalen Linien MKK-66 – 68 ergänzt. Im Zuge des 9-Euro-Ticketangebots wurde das Angebot auf der Linie MKK-66 ausgebaut, seitdem verkehren auch Sonn- und Feiertags Busse über alle Gründauer Ortsteile nach Gelnhausen.
Zuglinien in Gründau
| Zuglinie | Weg                                                                                    | Bedienzeit | Betreiber |
| -------- | -------------------------------------------------------------------------------------- | --- | --------- |
| RB46     | Gießen – Hungen – Nidda – Stockheim – Büdingen – Mittel-Gründau – Lieblos – Gelnhausen | Montag bis Donnerstag 5–22 Uhr (Stundentakt+Verstärker in der HVZ), Freitags bis 0 Uhr. Samstag 7–0 Uhr (überwiegend stündlich), Sonn- und Feiertags 9–22 Uhr. | HLB       |

Buslinien in Gründau
| Buslinie | Weg | Bedienzeiten                                                                                          | Betreiber                |
| -------- | --- | --- | ------------------------ |
| MKK-66   | Breitenborn – Hain-Gründau (– Gettenbach) – Mittel-Gründau – Niedergründau – Rothenbergen – Lieblos – Roth – Gelnhausen                                                                                      | Montag–Freitag 5–20 Uhr, Samstag 7–19 Uhr, Sonn- und Feiertag 9–19 Uhr (2-Stunden-Takt)               | RDG Gründau              |
| MKK-67   | Breitenborn – Hain-Gründau – Mittel-Gründau – Niedergründau – Rothenbergen – Niedermittlau Bf – Bahnhofssiedlung – Niedermittlau Kernort – Meerholz – Hailer – Gelnhausen                                    | Montag–Freitag 5–20 Uhr (2-Stunden-Takt)                                                              | RDG Gründau              |
| MKK-68   | Langenselbold Bf – Westring – Niedergründau – Rothenbergen – Lieblos – Roth – Gelnhausen | Montag–Freitag 5–20 Uhr (2-Stunden-Takt)                                                              | RDG Gründau              |
| 374      | (Nidda – Ranstadt – Effolderbach –) Stockheim – Bleichenbach – Büches – Büdingen – Vonhausen – Mittel-Gründau – Niedergründau – Rothenbergen – Lieblos – Roth – Gelnhausen (Ergänzungslinie für RB46+MKK-66) | Montag bis Freitag Fahrten von 4–5 und 22-0:30 Uhr, Samstag Fahrten von 20–24 Uhr (im 2-Stunden-Takt) | Reiseservice Frieda Gass |